# Campanula trichopoda
Campanula trichopoda är en klockväxtart som beskrevs av Pierre Edmond Boissier. Campanula trichopoda ingår i släktet blåklockor, och familjen klockväxter. Inga underarter finns listade i Catalogue of Life.